# Ischnomesus decemspinosus
Ischnomesus decemspinosus is een pissebed uit de familie Ischnomesidae. De wetenschappelijke naam van de soort is voor het eerst geldig gepubliceerd in 1962 door Menzies.